# Кућа велике маме
Кућа велике маме (енгл. Big Momma's House) — амерички хумористички филм из 2000. године, у режији Раџа Госнела, по сценарију Дарила Кварлеса и Дона Рајмера. Мартин Лоренс глуми агента ФБИ-ја који има задатак да уђе у траг одбеглом осуђенику, тако што ће бити на тајном задатку као отуђена бака своје бивше девојке, несвестан везе коју ће створити са њом. Споредне улоге глуме: Нија Лонг, Пол Џијамати и Теренс Хауард.
Добио је углавном негативне критике, али је остварио комерцијални успех, зарадивши 174 милиона долара. Прате га два наставка: Кућа велике маме 2 из 2006. и Дебела мама: Какав отац, такав син из 2011. године.

## Улоге
| Глумац            | Улога              |
| ----------------- | ------------------ |
| Мартин Лоренс     | Малколм Тернер     |
| Нија Лонг         | Шери Пирс          |
| Јаша Вошингтон    | Трент Пирс         |
| Пол Џијамати      | Џонатан Максвел    |
| Теренс Хауард     | Лестер Веско       |
| Ентони Андерсон   | Нолан              |
| Ела Мичел         | Хати Меј Пирс      |
| Филис Еплгејт     | Сејди              |
| Старлета Дипоа    | госпођица Патерсон |
| Џеси Меј Холмс    | госпођица Патерсон |
| Тичина Арнолд     | Рита               |
| Октејвија Спенсер | Твајла             |
| Никол Прескот     | Лина               |
|                   | пречасни           |
| Карл Рајт         | Бен Роли           |
| Олдис Хоџ         | кошаркаш           |